# Donna Lee
Donna Lee è un brano musicale scritto da Charlie Parker, anche se Miles Davis se ne è in seguito attribuita la paternità. A nome di Parker è la prima incisione del 1947 con Davis alla tromba, Bud Powell al piano, Tommy Potter al contrabbasso e Max Roach alla batteria
Come molti altri brani bebop, si tratta di un contrafact. In questo caso, la struttura armonica è stata presa da Back Home Again in Indiana.

## Storia e ispirazione
Il titolo Donna Lee probabilmente è ispirato alla zingarella, cantante cieca di strada, un personaggio del film horror La iena - L'uomo di mezzanotte (The Body Snatcher) realizzato nel 1945 da Robert Wise.
Tuttavia sembrerebbe che il titolo sia in onore della figlia del contrabbassista Curly Russell, Donna Lee Russell.